# Glóin
Gloín er en fiktiv figur i Tolkiens "Ringenes Herre". Han er dværg af Durins folk og far til Gimli og søn af Groin, født i 2783.
I 2941 TA fulgte han med hobbiten Bilbo Sækker, Thorin Egeskjold og 11 andre dværge (hans bror Oin og Balin, Dwalin, Bifur, Bofur, Bumbur, Ori, Nori, Dori, Fili og Kili), og en del af vejen var også troldmanden Gandalf med på deres rejse.
Efter Smaugs fald og femhæreslaget trak Gloín sig tilbage og var ikke meget omtalt ellers.
Gloín var en god ven af Bilbo, Gandalf og Frodo.